# Binueste
Binueste es una localidad y actual despoblado de Aragón, en la Provincia de Huesca, situado en el municipio de Sabiñánigo, comarca del Alto Gállego.

## Geografía
El pueblo de Binueste está situado a 1.124 metros de altura sobre el nivel del mar.

## Historia
Según Agustín Ubieto Arteta, la primera referencia al pueblo es en el siglo XIII, recogida en la obra de Antonio Duran Godiol Geografía medieval de los obispados de Jaca y Hueca (Huesca, 1962), que documenta las formas Benuest y Vinueste.